# Andròmeda X
|  | No s'ha de confondre amb 10 Andromedae. |

Andròmeda X (And 10) és una galàxia nana esferoïdal (dSph) a la constel·lació d'Andròmeda. Es tracta d'una galàxia satèl·lit de l'M31 i va ser descoberta el 2005 per Zucker et al. La galàxia es troba a uns 2,9 milions d'anys llum del nostre sistema solar.